# Valery Obodzinsky
Valery Vladimirovitch Obodzinsky (Valéri Vladimirovitch Obodzinski, en russe : Валерий Владимирович Ободзинский), né le 24 janvier 1942 à Odessa et mort le 26 avril 1997 à Moscou, est un chanteur ténor soviétique et russe.
Il a acquis le titre d'Artiste émérite de la République socialiste soviétique autonome des Maris en 1973.

## Biographie
Valéri Obodzinski naît d'un père polonais et d'une mère ukrainienne à Odessa le 24 janvier 1942 lors de l'occupation allemande et roumaine. Ses parents partent au front, Valéri est alors élevé par sa grand-mère Domna Kouzminitchna, qui exerce le métier de concierge.
Après l'école Valéri exerce diverses professions. En 1959 à 17 ans, il joue un petit rôle de musicien dans le premier long métrage d'Aleksei Korenev Tchernomorotchka au Studio d'Odessa.  
En 1961 il rencontre Nélia Koutchkildina, fille d'un capitaine dont le bateau se nomme l'Azerbaidjan. Elle devient sa femme et donne naissance à deux filles, Angélika et Valéria.

### Carrière musicale
Sa carrière professionnelle commence à la Philharmonie de Kostroma. Il travaille ensuite en tant qu'ouvrier sur le croiseur cuirassé Admiral Nakhimov.
Par la suite il travaille à la Philharmonie d'État de Tomsk, avec laquelle il participe aux concerts à travers toute la Sibérie et toute la Russie, puis il retourne à la Philharmonie de Kostroma, cette fois en tant que soliste. 
Durant une tournée à l'étranger, Obodzinski fait connaissance de chanteuse bulgare Lili Ivanova, qui l'introduit auprès du compositeur Boris Karadimtchev. Ce dernier offre à Obonzinski la chanson La Lune sur les Côtes ensoleillées dont le texte sera traduit en russe par Onégine Gadjikasimov. En 1964, Obodzinski interprète cette chanson au festival de Sopot en Pologne et remporte un grand succès.
Les premiers LP de Valéri Obodzinski sortent en 1966, le solo Valéri Obodzinski avec deux chansons et sept albums pré-enregistrés.
Entre 1966 et 1967, il travaille avec l'orchestre d'Oleg Lundstrem. En 1967, il part durant deux mois en tournée à Omsk, Krasnoïarsk, Tomsk, Khabarovsk et Vladivostok. Il acquiert bientôt une reconnaissance nationale. 
De 1967 à 1972, il est soliste à la Philharmonie régionale de Donetsk, puis de 1973 à 1977 - collabore avec le VIA Les Amis fidèles (en russe : Верные друзья). Selon le journaliste musical Vladimir Marotchkine, le principal succès de 1974 fut la chanson Le vieux Vautour du film américain L'Or de MacKenna, chantée dans la version originale par José Feliciano et traduite pour la version russe par Léonid Derbeniov. Pendant longtemps cette chanson fut incontournable dans le répertoire d'Obodzinski. Il chante également les chansons de David Toukhmanov, Nikita Bogoslovski, Vladimir Migoulia et Alexandre Zatsépine.
En 1987, Obodzinski quitte complètement la scène. Il travaille comme gardien dans une usine de cravates et souffre d'alcoolisme. En septembre 1994, il fait un grand retour après une longue pause dans la grande salle d'hôtel Rossiya.

### Décès
Valéri Obodzinski meurt d'insuffisance cardiaque le 26 avril 1997. Il est enterré au cimetière de Kountsevo à Moscou.